# Compressidens comprimatum
Compressidens comprimatum is een Scaphopodasoort, de plaats in een familie is nog onzeker. De wetenschappelijke naam van de soort is voor het eerst geldig gepubliceerd in 1908 door Plate.